# Ferran Rañé i Blasco
Ferran Rañé i Blasco, més conegut com a Ferran Rañé (Barcelona, 13 de maig de 1950), és un actor de cinema, teatre i televisió, director de teatre, professor d'art dramàtic i productor català. És pare de la també actriu i ballarina Joana Rañé.

## Trajectòria professional
Després de cursar estudis a l'Institut del Teatre de Barcelona, l'any 1970 inicia la seva carrera professional incorporant-se al grup Els Joglars. Participa activament dins aquesta companyia en cinc espectacles consecutius (1970-77). A aquella època el signe d'identitat d'Els Joglars era la creació col·lectiva dels seus treballs, no partint d'un guió previ, sinó de propostes per anar construint els espectacles a través d'improvisacions i de les decisions de tot el grup. La direcció escènica d'aquelles obres correspon a Albert Boadella. L'any 1977 tots els membres d'Els Joglars són imputats per un delicte d'injúries a les Forces Armades i condemnats en Consell de Guerra com a autors de l'espectacle La Torna. Ferran Rañé, de la mateixa manera que Albert Boadella, decideix traslladar-se a França i no tornar fins al cap d'un any, quan els quatre joglars empresonats són indultats i surten de la presó.
Durant la seva estança a França, va fundar amb Elisa Crehuet i altres companys la companyia Tossal-teatre i va estrenar a Barcelona, utilitzant un altre nom artístic (Joan Dupont), l'espectacle D'aquí a cent anys tots "calvos" (1979). Més tard s'incorporaria a Dagoll Dagom, companyia especialitzada en espectacles musicals. Primer ho va fer com a membre de l'equip de direcció i com a actor, per crear Glups! (1983), musical elaborat a partir dels còmics de Gerard Lauzier. A continuació va protagonitzar El Mikado (1986). La seva interpretació de Ko-Ko en aquell espectacle constitueix un primer èxit personal després de quinze anys de treballs grupals. A partir d'aquí, desenvolupa una carrera en solitari alternant teatre, cinema i televisió. Al seu historial han destacat personatges com Makinavaja a Makinavaja, el último choriso (1989). Per aquell treball al teatre, va rebre l'any 1990 el Premi de la Crítica de Barcelona, com a millor actor de la temporada.
A la Televisió de Catalunya (TV3) va protagonitzar durant tres temporades Quico el progre (1992-95), que també tenia el seu origen en un còmic homònim de J.L. Martín. Per aquesta interpretació va rebre l'any 1993 el Premi de l'AADPC.
Ha encarnat personatges de Shakespeare, interpretant a Falstaff (Les alegres casades de Windsor, 1994), Lucio (Mesura per mesura, 1998), o Esbarzer (Molt soroll per no res, 1999). Per aquests dos últims treballs, va rebre el Premi de la Crítica de Barcelona l'any 2000. S'ha ficat a la pell de personatges de Txékhov; Txebutykin (Les tres germanes, 2004) i Gaev (L'hort dels cirerers, 2010). Va ser especialment destacada la seva interpretació del pallasso català Charlie Rivel, primer pel teatre (Uhhh!, Teatre Nacional de Catalunya, 2005) i més tard pel cinema (El pallasso i el Führer, d'Eduard Cortés, 2007). Va ser cofundador i director del trio Las Veneno a quatre espectacles (1989-94). Ha treballat per a TV3 (Quico el progre 1992-5, La Riera (sèrie) 2013-15, Merlí (sèrie) 2016…) i per a la majoria de cadenes televisives de l'estat espanyol en un bon nombre de sèries i telefilms (Locos por la tele, 1990-91; El comisario, 2002; Doctor Mateo, 2011, Buscando el Norte, 2016; Tiempos de Guerra, 2017; etc.) Per altra banda, Gatos en el tejado (TV1, 1988), Tocat de l'ala (TV1, 1997-8), o Majoria absoluta (TV3, 2002-4) són algunes de les seves col·laboracions per a la televisió amb l'autor i director Joaquim Oristrell.
Ha alternat els treballs d'encàrrec amb els seus projectes propis, mitjançant la seva companyia Esfera Espectacles, entre els quals destaquen els dos espectacles de Jean Claude Carrière, Busco el senyor Ferran (L'Aide memoire, 1996) i La controversia de Valladolid (2005).
Al cinema ha treballat amb directors com Fernando Trueba, Javier Ruiz Caldera, Enrique Urbizu, Laura Mañá, Vicente Aranda, Antonio Chavarrías, José Luis Cuerda, David Trueba, Dani de la Orden, Sílvia Quer, Francesc Bellmunt o Judith Colell, i ha alternat el drama amb l'humor, sent aquest darrer el gènere que més ha desenvolupat. També ha impartit classes de gag a Barcelona (Institut del Teatre, 1986), Madrid (Proyecto Piamonte, 1991) i Buenos Aires (Universitat, 1983).

## Obra
Al llarg de la seva extensa carrera professional, Ferran Rañé ha fet d'actor de teatre, de cinema i de televisió, així com de director i productor.

### Actor

#### Teatre
| Any       | Obra                           | Direcció                                        | Notes                                              |
| --------- | ------------------------------ | ----------------------------------------------- | -------------------------------------------------- |
| 1970      | El joc                         | Albert Boadella                                 | Creació col·lectiva "Els Joglars"                  |
| 1971      | Cruel Ubris                    | Albert Boadella                                 | Creació col·lectiva "Els Joglars"                  |
| 1972      | Mary d'Ous                     | Albert Boadella                                 | Creació col·lectiva "Els Joglars"                  |
| 1974      | Alias Serrallonga              | Albert Boadella                                 | Creació col·lectiva "Els Joglars"                  |
| 1977      | La Torna                       | Albert Boadella                                 | Creació col·lectiva "Els Joglars"                  |
| 1979      | D'aquí a cent anys tots calvos | Ferran Rañé                                     | Creació col·lectiva "Tossal teatre"                |
| 1981      | Penultimátum                   | Ferran Rañé                                     | Creació col·lectiva "Tossal teatre"                |
| 1982      | Xampú de sang                  | Al Víctor                                       |                                                    |
| 1983      | Glups!                         | J.L. Bozzo, A.R. Cisquella, M. Periel i F. Rañé | Producció "Dagoll Dagom"                           |
| 1986      | El Mikado                      | J.L. Bozzo                                      | En el paper de Ko-Ko. Producció "Dagoll Dagom"     |
| 1989      | Makinavaja, el último choriso  | Al Víctor i Pepe Miravete                       | En el paper de Makinavaja                          |
| 1989      | Y yo con estos nervios         | Fermín Cabal                                    |                                                    |
| 1989      | Taxi al Rialto                 | Antonio Díaz Zamora                             |                                                    |
| 1994      | Las alegres casadas de Windsor | Carme Portaceli                                 | De William Shakespeare. En el paper de Falstaff.   |
| 1996      | Busco al senyor Ferran         | Pere Planella                                   | A l'original "L'Aide memoire"                      |
| 1997      | Janfry, un alias de cine       | Ángel Alonso                                    |                                                    |
| 1998      | Mesura per mesura              | Calixto Bieito                                  | De William Shakespeare. En el paper de Lucio.      |
| 1999      | Molt soroll per no res         | Ferran Madico                                   | De William Shakespeare. En el paper de l'Esbarzer. |
| 2000      | Cacao                          | Joan Lluís Bozzo                                | Producció "Dagoll Dagom"                           |
| 2000      | Penjats                        | Tamzin Townsend                                 |                                                    |
| 2004      | Les tres germanes              | Ariel García Valdés                             | D'Anton Txékhov. En el paper de Txebutykin.        |
| 2005      | La controversia de Valladolid  | Carles Alfaro                                   | De Jean-Claude Carrière                            |
| 2005-2006 | Uuuuh!                         | Joan Font                                       | En el paper de Charlie Rivel                       |
| 2008      | Cancún                         | Josep Maria Mestres                             |                                                    |
| 2008      | Singapur                       | Pau Miró                                        |                                                    |
| 2010      | L'hort dels cirerers           | Julio Manrique                                  | D'Anton Txékhov. En el paper de Gaev.              |
| 2011      | Em dic Pere i dos cognoms més  | Ferran Rañé                                     | De Pere Calders                                    |
| 2012      | Violines y trompetas           | Miguel Gorriz                                   |                                                    |
| 2013      | Sí, Primer ministre            | Abel Folk                                       |                                                    |
| 2013      | Tots fem comèdia               | Joaquim Oristrell                               |                                                    |
| 2013-2014 | Estúpids                       | Blanca Bardagil                                 | De Ferran Rañé i Blanca Bardagil                   |
| 2015      | No feu bromes amb l'amor       | Natalia Menéndez                                | Alfred de Musset                                   |
| 2015      | Frank V                        | Josep Maria Mestres                             | Friedrich Dürrenmatt                               |
| 2016      | Abans de l'estrena             | Jaume Villanueva                                |                                                    |
| 2018      | La Resposta                    | Sílvia Munt                                     | Brian Friel                                        |
| 2019      | La tienda de los horrores      | Àngel Llàcer i Manu Guix                        | Howard Ashman i Alan Menken                        |

#### Cinema
| Any  | Pel·lícula                                | Personatge    | Direcció                    | Notes          |
| ---- | ----------------------------------------- | ------------- | --------------------------- | -------------- |
| 1972 | Aullidos                                  |               | Jordi Lladó                 | Curtmetratge   |
| 1977 | La festa dels bojos                       |               | Lluís Racionero             | Curtmetratge   |
| 1978 | La torna                                  |               | Francesc Bellmunt           | Els Joglars    |
| 1982 | Victòria! La gran aventura d'un poble     |               | Antoni Ribas                |                |
| 1983 | Interior roig                             |               | Eugeni Anglada i Arboix     |                |
| 1983 | L'home ronyó                              |               | Raúl Contel                 |                |
| 1984 | Pa d'àngel                                | Guàrdia civil | Francesc Bellmunt           |                |
| 1984 | La noticia d'ahir                         |               | Joan Guitart                | Curtmetratge   |
| 1987 | Una nit a Casablanca                      |               | Antoni Martí                |                |
| 1987 | Qui t'estima, Babel?                      | Doctor Roig   | Ignasi P. Ferré             |                |
| 1987 | La veritat oculta                         |               | Carles Benpar               |                |
| 1987 | L'escot                                   | Lluís         | Antoni Verdaguer            |                |
| 1989 | Si te dicen que caí                       | Taylor        | Vicente Aranda              |                |
| 1989 | Amanece, que no es poco                   | Mariano       | José Luis Cuerda            |                |
| 1989 | El rey del mambo                          |               | Carles Mira                 |                |
| 1990 | El pont de Varsòvia                       |               | Pere Portabella             |                |
| 1992 | El llarg hivern                           | Mestre        | Jaime Camino                |                |
| 1992 | Un plaer indescriptible                   | Romà          | Ignasi P. Ferré             |                |
| 1994 | Cómo ser infeliz y disfrutarlo            | Felipe        | Enrique Urbizu              |                |
| 1997 | Perdona bonita, pero Lucas me quería a mí | Miguel        | Félix Sabroso i Dunia Ayaso |                |
| 2002 | El embrujo de Shanghai                    | Feixista      | Fernando Trueba             |                |
| 2004 | Inconscients                              |               | Joaquim Oristrell           |                |
| 2005 | Morir a San Hilario                       | Teodoro       | Laura Mañá                  |                |
| 2006 | La invasión de los padres mutantes        |               | Joaquim Oristrell           | Curtmetratge   |
| 2007 | El pallasso i el Führer                   | Charlie Rivel | Eduard Cortés               |                |
| 2010 | La vida empieza hoy                       | Metge         | Laura Mañá                  |                |
| 2010 | Estar aquí                                | Avi           | Silvia González Laá         | Curtmetratge   |
| 2010 | Candela                                   | Elias         | Cata Pulido                 | Curtmetratge   |
| 2011 | Yo contigo                                | Paco          | Javier Coll                 | Curtmetratge   |
| 2012 | Grieta en la oscuridad                    | Ángel Millán  | Xavi Rull                   | Curtmetratge   |
| 2014 | Enlloc                                    | Ramon         | Lídia Pujol                 | Curtmetratge   |
| 2014 | El señor de la limpieza                   | Ramon         | Jose Soldevila              | Curtmetratge   |
| 2017 | What about love                           |               | Klaus Menzel                | Post-producció |
| 2017 | Formentera Lady                           | Joan          | Pau Durà                    |                |
| 2017 | Súper López                               | Skorba        | Javier Ruiz Caldera         |                |
| 2022 | Canción Palentina                         | Sinesio       | Dante Schmitz               | Curtmetratrge  |
| 2023 | Saben aquell                              | Benito        | David Trueba                |                |

#### Televisió
| Any       | Sèrie o telefilm               | Personatge               | Realització                                  | Notes                 |
| --------- | ------------------------------ | ------------------------ | -------------------------------------------- | --------------------- |
| 1976      | La odisea                      |                          | Mercè Vilaret                                | TVE. Els Joglars.     |
| 1976      | Lletres catalanes. Cruel Ubris |                          | Mercè Vilaret                                | TVE. Els Joglars.     |
| 1976      | Terra d'Escudella              |                          | Lluís Maria Güell                            | TVE. Els Joglars.     |
| 1981      | La cucafera                    |                          | Joan Bas                                     | TVE                   |
| 1985      | Glups!!                        | Angelito, Aprenent, Pare | Luís López Doy                               | TVE                   |
| 1985      | Planeta Imaginari              | Actor del conte          | Miquel Obiols                                | TVE                   |
| 1986      | Dúplex per llogar              |                          | Jose María Vidal                             | TVE                   |
| 1987      | El Mikado                      | Ko-Ko                    | Manel Esteban                                | TV3                   |
| 1987      | El bigote de Babel             |                          | Miquel Obiols                                | TVE                   |
| 1988      | Gatos en el tejado             | Grillo                   | Alfonso Ungría                               | TVE                   |
| 1991      | Locos por la tele              | Alfredo Llepes           | Lluís Maria Güell                            | TVE                   |
| 1992-1995 | Quico el progre                | Quico Martí              | Eduard Cortés, Ricard Reguant                | TV3                   |
| 1993      | Habitación 503                 |                          | Belén Molinero                               | TVE                   |
| 1993      | Bon any (...i ara què?         | Quico                    |                                              | TV3                   |
| 1994      | La Lloll                       |                          | J. Roura                                     | TV3                   |
| 1994      | Villa Rosaura                  | Andrés                   | Manuel Ripoll                                | TVE                   |
| 1995      | Estació d'enllaç               |                          | Jordi Frades                                 | TV3. Col·laboració.   |
| 1995      | La sucursal                    | Daniel                   | Jesús Font                                   | TV3                   |
| 1997      | Un caso para dos               | Larios                   | Antonio Chavarrías                           | TVE                   |
| 1997-1998 | Tocao del ala                  | Fernando Contreras       | Lluís Maria Güell                            | TVE                   |
| 1998-1999 | Laura                          | Ramón Figueres           | Sonia Sánchez                                |                       |
| 1999      | Això s'acaba                   | Homes I i II             | Sonia Sánchez, J. Roure                      | TV3                   |
| 2002      | Hospital Central               | Dr. Manolo Hervás        |                                              | Tele5. Col·laboració. |
| 2002      | El comisario                   | Tobias Carrión           | Jesús Font                                   | Tele5. Col·laboració. |
| 2003      | Pepe Carvalho                  | Comisari Contreras       | Laurent Jaoui                                | Forta. Col·laboració. |
| 2004      | Majoria absoluta               | Felip Pujades            | Joaquim Oristrell, Sonia Sánchez, A. Guitart | TV3                   |
| 2005      | Jet Lag                        | Felip Pujades            |                                              | TV3. Col·laboració.   |
| 2007      | La Via Augusta                 | Asdrúbal                 | Joaquim Oristrell, Sonia Sánchez, A. Guitart | TV3                   |
| 2008      | El cor de la ciutat            | Gerard                   | Esteve Rovira, E. Banqué, P. Puig, S. Lara   | TV3                   |
| 2008      | Mamá Carlota                   | Esteban                  | Pep Antón Gómez                              | Forta                 |
| 2010      | Felipe y Letizia               | Jesús Ortiz              | Joaquim Oristrell                            | Tele5                 |
| 2010      | La princesa de Éboli           | Padre Chaves             | Belén Macías                                 | Antena 3              |
| 2011      | Dues dones divines             | Anselm Casademunt        | Pol Mainat                                   | TV3                   |
| 2011      | Doctor Mateo                   | Lorenzo                  | M. Tera, A. Fernández-Armero, J. Mazón       | Antena 3              |
| 2012      | Radiacions                     | Francesc Lamban          | Judith Colell                                | TV3                   |
| 2013-2014 | La Riera                       | Rafel Aubia              | Esteve Rovira, P. Puig, A. Ivern, D. Ventura | TV3                   |
| 2014      | La que se avecina              | Alberto                  | Laura Caballero                              | TV5                   |
| 2016      | Buscando el Norte              | Marcelino Ruiz           | Antonio Sánchez, Oriol Ferrer, Javier Luna   | Antena 3              |
| 2016-2017 | Merlí                          | Millan                   | Eduard Cortés, Menna Fité                    | TV3, Netflix          |
| 2017      | Tiempos de guerra              | General Ibarra           | Manuel Gómez Pereira, David Pinillos         | A3                    |
| 2018      | Vergüenza                      | Federico                 | Juan Cavestany, Álvaro Fernández-Armero      | Movistar              |
| 2020      | Hache, segona temporada        | Fabià Montalban          | Jorge Torregrosa, Fernando Trullols          | Netflix               |
| 2020      | Sapere Aude (Merlí)            | Manel Millán             | Menna Fité                                   | Movistar              |
| 2021      | Loco por ella                  | Doctor Rodri             | Dani De La Orden                             | Netflix               |
| 2021      | Berenàveu a les fosques        | Jeroni                   | Silvia Quer                                  | TV3, Newco            |
| 2022      | Si lo hubiera sabido           | Cayetano                 | Lilian Bocanegra, Humberto Miró              | Netflix               |
| 2023      | El otro lado                   | Padre de Nacho           | Javier Ruiz Caldera, Alberto de Toro         | Movistar              |

### Director
- 1979: D'aquí a cent anys tots calvos, creada per Tossal-Teatre
- 1981: Els Pastorets de L'esquirol, adaptació d'Elisa Crehuet
- 1981: Penultimatum, creada per Tossal-Teatre
- 1983: Glups!, co-dirigida amb Dagoll Dagom i adaptador per a TV
- 1984: Catch, espectacle musical i de lluita lliure
- 1988: Las Veneno, creació conjunta amb Las Veneno
- 1990: Radio Cabaret, creació conjunta amb Las Veneno
- 1991: Veneno pa'tí, creació conjunta amb Las Veneno
- 1994: Bacil's, creada juntament amb Jaume Sorribas i Pep Armengol
- 1994: Air Veneno, creació conjunta amb Las Veneno
- 2000: Cuatro mujeres de Calderón, lectura dramatizada per Blanca Apilánez
- 2021: Documentals de Torrevelilla Lo Chapurriàu, 8 caítols de 15 minuts. Idea i direcció del projecte.
- 2021: I l'Àngel digué..., lectura dramatizada amb Montse Guallar de textos d'Àngel Casas
- 2022: Lectura del llibre L'agonia de Bakunin, d'Àngel Casas, amb Montse Guallar. Teatre Romea

### Productor
Amb la seva pròpia empresa, Esfera Espectacles SL, ha co-produït diversos espectacles, entre els quals hi ha els següents:
- 1996: Busco al senyor Ferran (teatre)
- 1997: Tocao del ala (televisió)
- 1997: Bodas de plata (teatre)
- 2005: La controversia de Valladolid (teatre)
- 2013: Estúpids (teatre)

### Altres mitjans
- 2006: Coautor d'El torn de La Torna, editat per Edicions 62.
- 2007: Presentació amb Rosa Maria Sardà de la Gala dels Premis de Cinema de Barcelona 07(Joaquim Oristrell) al Gran Teatre del Liceu.
- 2008: Coautor de Joglars 77, del escenario al trullo, editat per Icaria Editorial.
- 2014: Lectura amb Mercè Sampietro d'Històries de Matrimoni (August Strindberg) direcció Joaquim Oristrell. Biblioteca Gabriel Ferrater. Sant Cugat del Vallès.
- 2021: Lectura de Saturnal (Lluïsa Cunillé) direcció Jordi Prat i Coll. Sala Beckett.
- 2023: Presentació amb Elsa Corominas Homenatge a Andreu Solsona direcció Martí Peraferrer. CAT Bcn

## Premis
Premis
- 1989: Nominat al Fotogramas de Plata al millor actor de TV per Gatos en el tejado
- 1990: Premi de la Crítica de Barcelona al millor actor de teatre per Makinavaja, el último choriso[8][1]
- 1993: Premi de l'AADPC al millor actor de televisió per Quico el progre[1]
- 1993: Premi Ondas a la sèrie de televisió Quico el progre
- 1999: Premi de la Crítica de Barcelona al millor actor de teatre per Mesura per mesura[8][1]
- 2000: Premi de la Crítica de Barcelona al millor actor de teatre per Molt soroll per no res[1]
- 2006: Nominat al Premi Butaca al millor actor teatral per "Uuuuh! (Charlie Rivel)
- 2006: Premi de la crítica "Serra D'or" a "Uuuuh! com a millor espectacle teatral 2005 (Charlie Rivel)
- 2007: Premi a la millor pel·lícula del Festival Internacional d'Anchorage (Alaska) a El pallasso i el Führer (Charlie Rivel)
- 2007: Premis del públic a la millor pel·lícula als festivals d'Igualada (Barcelona) i Picassent (València) a El pallasso i el Führer (Charlie Rivel)